# XXX secolo a.C.
Il XXX secolo a.C. (trentesimo secolo avanti Cristo) è il secolo che inizia nell'anno 3000 a.C. e termina nell'anno 2901 a.C. incluso.

## Avvenimenti

### Mesopotamia
- c. 3000 a.C. 
  - inizio epoca arcaica e fondazione regno unitario
  - Insediamenti stabili Sumeri a Eridu, Ur, Uruk, Lagash, Nippur, Shuruppak, Marad, Kish, Sippar, Adab
  - Etana Mitico Lugal di Kish

### Vicino e Medio oriente, Penisola Arabica e Iran
- c. 3000 a.C.
  - Insediamenti urbani di popolazioni cananee in Palestina
  - Primi insediamenti urbani nella città di Aleppo, in Siria
  - Primi insediamenti urbani nella città di Ebla, in Siria (contatti e scambi commerciali, in generale, con tutta l'area del Vicino Oriente antico e, segnatamente, con l'Iran e l'Afghanistan)
  - Inizio della Cultura Dilmun nel Bahrain
  - Civiltà di Jiroft nell'Iran sud-orientale

### Antico Egitto
- c. 2995 a.C. - Anedjib sesto faraone (c.a. 2995 a.C. - 2985 a.C.) della I dinastia egizia
- c. 2993 a.C. - Anedjib combatte una guerra vittoriosa contro la popolazione degli Iuntyu, autoctona dell'Egitto.
- c. 2985 a.C. - Semerkhet settimo faraone (c.a. 2985 a.C. - 2960 a.C.) della I dinastia egizia
- c. 2960 a.C. - Qa'a ottavo e ultimo faraone (c.a. 2960 a.C. - 2925 a.C.) della I dinastia egizia
- c. 2930 a.C. - Istituzione della festa detta Sed (30º anniversario di regno del faraone Qa'a)
- c. 2925 a.C. - Hotepsekhemwy 9º faraone (c.a. 2925 a.C. - 2880 a.C.) - II Dinastia

### Grecia e Asia minore
- c. 3000 a.C.
  - Fase di Troia I (Blegen), fino al 2600 a.C. - Primi insediamenti sulla collina di Hissarlik, villaggio neolitico, con ritrovamenti di utensili in pietra e di abitazioni dalla struttura elementare
  - Periodo I Antico Minoico o Prepalaziale a Creta
  - Cultura calcolitica di Dimini in Tessaglia (Grecia)

### Europa
- c. 3000 a.C.
  - Prime costruzioni a Stonehenge (Gran Bretagna)
  - Primi stanziamenti di popolazioni indoeuropee in Ucraina

### Asia Orientale
- c. 3000 a.C.
  - Cina: Cultura calcolitica di Longshan (fino al 2000 a.C.) (coltivazione del riso e miglio, granai, addomesticamento animali, baco da seta, ceramiche dipinte e decorate, uso del tornio, vasi in rame, sepolcri, costruzione di città)
  - Giappone: Medio Jōmon, fino al 2000 a.C. (vasi con orli sporgenti e grandemente decorati, decorazioni in rilievo, forme sinuose che rappresentano fiamme. Il vasellame che presenta questo tipo di orli viene detto suien doki (水煙土器). Mitologia Shintoista, Costumi matrimoniali, Archetipi architettonici e sviluppi tecnologici come la laccatura, la tessitura, la metallurgia e la produzione del vetro).
  - Popolazioni miste protomalesi (Europidi e Mongolidi) si muovono dal sud-ovest della Cina verso sud, diffondendosi dall'Indocina, all'Indonesia, alle Filippine, Madagascar fino all'Isola di Pasqua: in queste aree diffonderanno la coltivazione del riso, la canoa a bilanciere e i monumenti megalitici (fino al 1000 a.C.)
- c. 2952 a.C.
  - Cina: secondo la tradizione, Fu Hsi diventa augusto della Cina.

### Africa e Americhe
- c. 3000 a.C.
  - inizio del Neolitico in Nordafrica e Africa orientale
  - Inizio del Neolitico in America Centrale: Prime coltivazioni di mais in Mesoamerica

## Invenzioni, scoperte, innovazioni
- c. 3000 a.C.
  - Invenzione della scrittura geroglifica nell'Antico Egitto
  - Cina: Coltivazione del riso e miglio, Addomesticamento baco da seta

## Personaggi significativi
- Fu Hsi, augusto della Cina.